# Dicranomyia panthera
Dicranomyia panthera là một loài ruồi trong họ Limoniidae. Chúng phân bố ở miền Australasia.